# Казарма 1293 км
Казарма 1293 км — населённый пункт (тип: железнодорожная казарма) в составе Верещагинского городского округа в Пермском крае России.

## Географическое положение
Казарма расположена в южной части округа к северу от железной дороги Москва-Пермь на расстоянии менее 1 километра на северо-восток от посёлка Бородулино.
Климат
Климат умеренно континентальный с продолжительной снежной зимой и коротким, умеренно тёплым летом. Средняя температура июля составляет +17,6 °C, января −15,7 °C. Безморозный период длится 100—130 дней. Период с температурой воздуха выше 10 °C составляет 115 дней. Сумма температур выше 10 °C составляет 1750 градусов. Среднее годовое количество осадков составляет 430—450 мм. Устойчивый снежный покров ложится в среднем с 10 октября до 5 ноября, реже 22 ноября.

## История
Населённый пункт появился при строительстве железной дороги Москва-Пермь. В селении жили семьи тех, кто обслуживал железнодорожную инфраструктуру.
Населённый пункт до 2020 года входил в состав Путинского сельского поселения Верещагинского района. После упразднения обоих муниципальных образований входит в состав Верещагинского городского округа.

## Население
| 2010 |
| ---- |
| 4    |

Постоянное население составляло 4 человек в 2002 году (100 % русские), 4 человека в 2010 году.

## Инфраструктура
Путевое хозяйство.

## Транспорт
Автомобильный и железнодорожный транспорт. В пешей доступности железнодорожная станция Бородулино.